# Filzbach
Filzbach is een plaats en voormalige gemeente in het Zwitserse kanton Glarus, en maakt sinds 1 januari 2011 deel uit van de gemeente Glarus Nord.

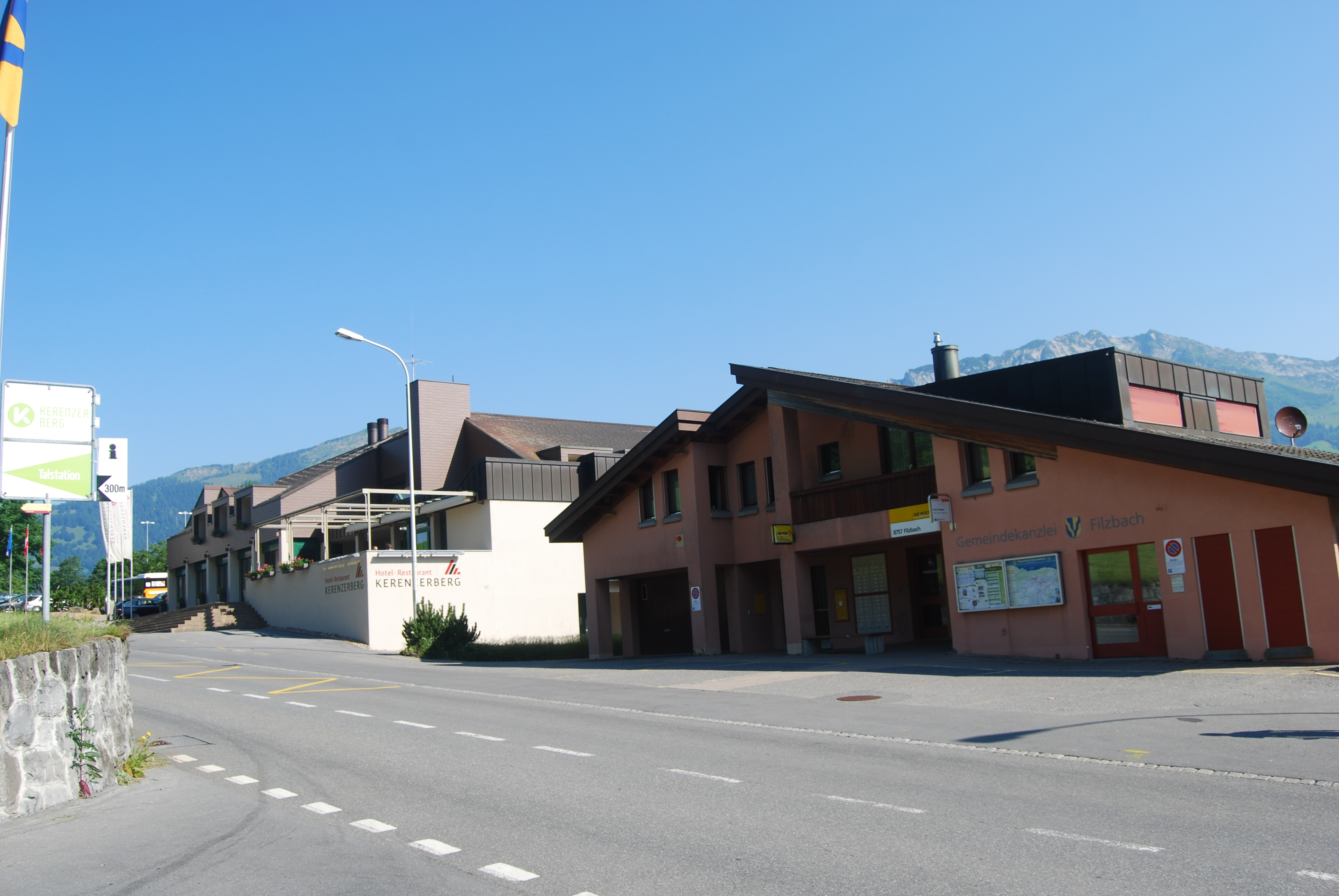
Filzbach

## Geschiedenis
Filzbach is in 1887 als zelfstandige gemeente ontstaan door afsplitsing van de toenmalige zelfstandige gemeente Kerenzen-Mühlehorn.
- Gemeinsame Normdatei: 4529867-1
- Historisch woordenboek van Zwitserland: 000765
- Virtual International Authority File: 238767737